# タトラ・T97
T97は、タトラが製造した試作乗用車である。

## 概要
1937年に、1.8リットル4気筒水平対向エンジンを搭載した。1938年には当時のチェコスロバキア共和国のチェコ地域がドイツ保護領とされたため車の生産は中止された。